# Escritura ibérica nororiental

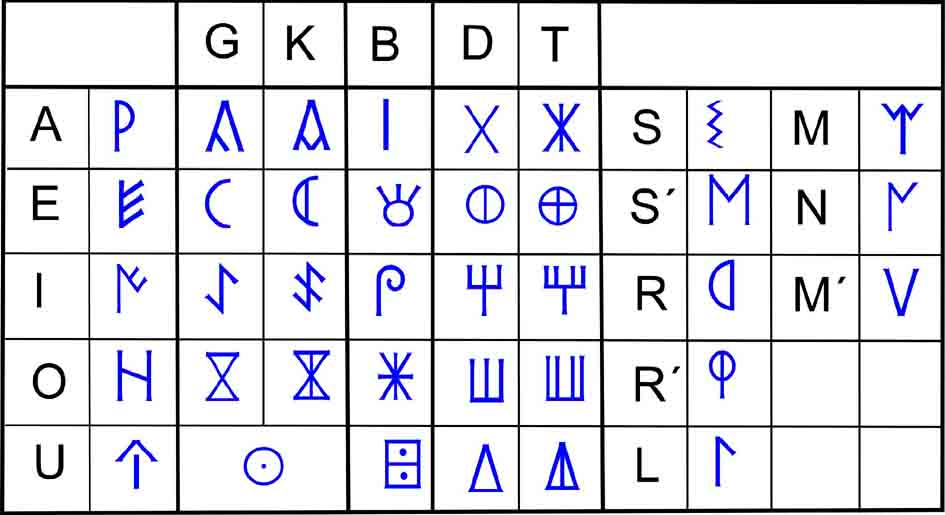
Un signario ibérico nororiental dual ss. IV-III a. C. Adaptado de Ferrer i Jané 2005.

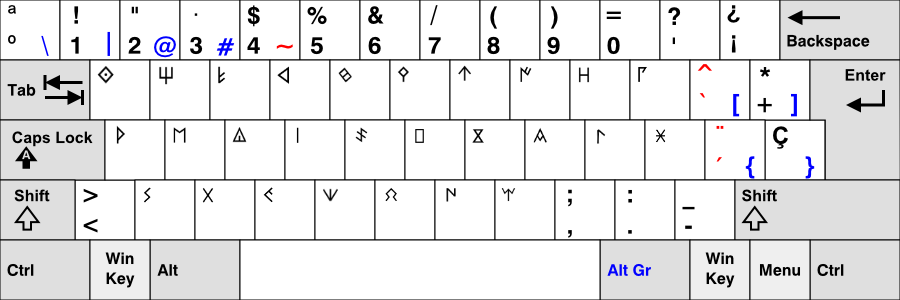
Teclado propuesto por Pérez, Joseph (profesor), de la Universitat Autònoma de Barcelona

La escritura ibérica nororiental (también conocida como levantina o simplemente ibérica por ser con diferencia la más usada) es la escritura paleohispánica que fue el vehículo principal de expresión de la lengua ibérica, lengua que también expresan las inscripciones en escritura ibérica suroriental, pero cabe destacar que el valor de la mayoría de los signos de estas escrituras no coincide en absoluto, aunque el repertorio de signos es similar. Aun así, la hipótesis más aceptada considera que la escritura nororiental deriva directamente de la escritura suroriental. Sobre el origen de las escrituras paleohispánicas no hay consenso: para algunos investigadores su origen está directa y únicamente vinculado al alfabeto fenicio, mientras que para otros en su creación también habría influido el alfabeto griego. 
Como el resto de escrituras paleohispánicas, esta escritura presenta signos con valor silábico, para las oclusivas, y signos con valor alfabético, para el resto de las  consonantes y vocales. Desde el punto de vista de la clasificación de los sistemas de escritura, no es ni un alfabeto ni un silabario, sino una escritura mixta que se identifica normalmente como semisilabario. El signario básico está formado por 28 signos: cinco vocálicos  /a/,  /e/,  /i/,  /o/, /u/, 15 silábicos  /ba/,  /be/,  /bi/,  /bo/,  /bu/,  /ka/,  /ke/,  /ki/,  /ko/,  /ku/,  /ta/,  /te/, /ti/,  /to/,  /tu/ y 8 consonánticos (una lateral  /l/, dos sibilantes  /s/ y  /ś/, dos vibrantes  /r/ y /ŕ/, y tres nasales  /m/,  /ḿ/ y /n/). Su desciframiento, culminado en 1922 por Manuel Gómez-Moreno, es prácticamente total y se basa principalmente en la existencia de numerosas leyendas monetarias, algunas bilingües o casi bilingües, fácilmente relacionables con topónimos conocidos por las fuentes clásicas. Del signario ibérico nororiental se conocen dos variantes: la variante dual es casi exclusiva de las inscripciones más antiguas de los ss. V, IV y III a. C. y se caracteriza por el uso del sistema dual, descubierto por Joan Maluquer de Motes en 1968, que permite diferenciar los silabogramas oclusivos dentales y velares sordos de los sonoros con un trazo añadido, de forma que la forma simple representa a la sonora y la forma compleja a la sorda. La variante no-dual es casi exclusiva de las inscripciones más modernas de los ss. II y I a. C. 
La escritura ibérica nororiental se escribe muy mayoritariamente de izquierda a derecha y se usó fundamentalmente en el cuadrante nororiental de la península ibérica: una amplia franja costera desde el sur del Languedoc-Rosellón hasta Alicante que penetra hacia el interior por el valle del Ebro y que corresponde a la mayor parte de los pueblos que las fuentes clásicas identifican como iberos (indigetes, ausetanos, layetanos, lacetanos, cosetanos, ilergetes, ilercavones, sedetanos, edetanos, contestanos, etc.). Los contextos arqueológicos más antiguos las sitúan a finales del s. V a. C., mientras que las más modernas son de finales del s. I a. C. o quizás de principios del s. I d. C. Las inscripciones nororientales aparecen sobre soportes muy variados (monedas de plata y bronce, láminas de plomo, cerámicas áticas, cerámicas de barniz negro A y B, cerámicas pintadas, dólias, ánforas, fusayolas, estelas y placas de piedra, mosaicos, etc.) y es con diferencia el signario paleohispánico más documentado, unos dos millares de inscripciones, que representan el 95% del total.
Se conocen cuatro abecedarios o signarios ibéricos nororientales, todos ellos correspondientes a la variante dual: el signario del Castellet de Bernabé, en un borde de una tinajilla de cerámica pintada ibérica, el signario del Tos Pelat, distribuido en dos láminas de plomo, y dos signarios rupestres en rocas de la Cerdaña de  Ger y  Bolvir.

## Epigrafías

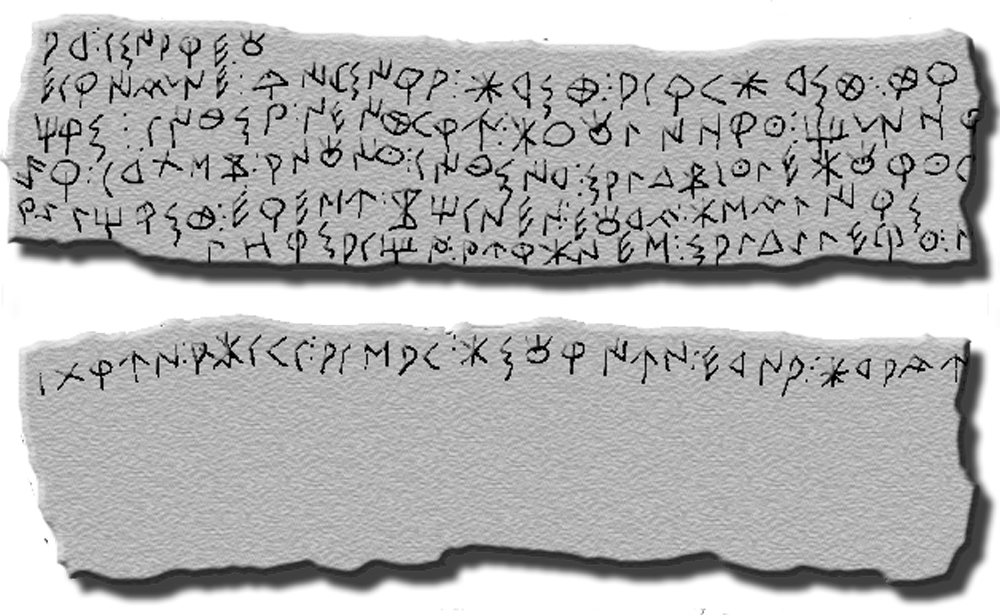
Plomo de Ullastret (s IV a. C.)
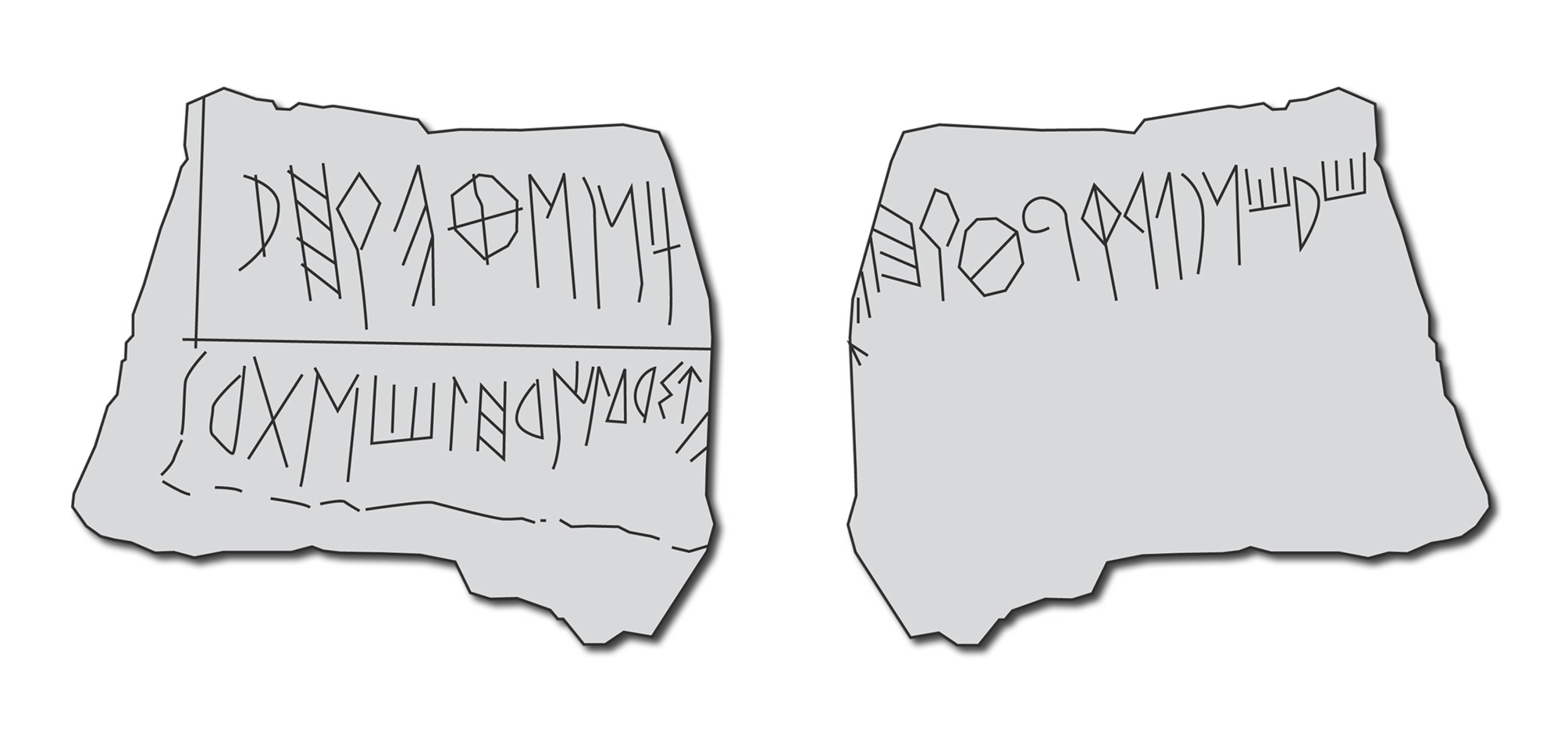
Plomo de la Peña del Moro (s. IV a. C.)
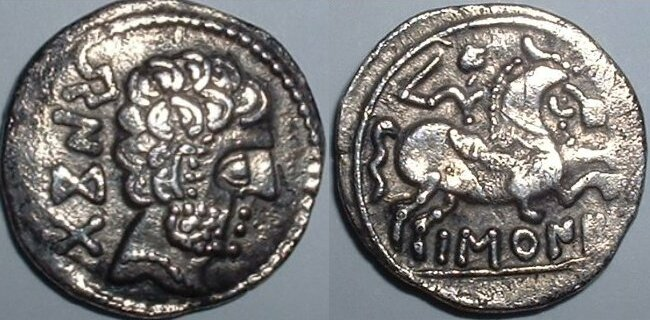
Anverso y reverso de un denario de la ceca Barscunes. (Mitad del s. II a. C.). Localización indeterminada probablemente en Navarra.